# Los Verdes de Madrid
Los Verdes de Madrid fue una organización política ecologista en la Comunidad de Madrid que formaba parte de la Confederación de los Verdes. Se mostraba partidaria de la intervención política permanente, basada en los principios de federalismo y autogestión, con el fin de plantear un proyecto de sociedad basado en la filosofía ecologista, pacifista, igualitaria, libertaria y alternativa, reivindicando la defensa de los derechos humanos y del resto de los seres vivos. El 31 de enero de 2010, Los Verdes de Madrid participan en la creación de  la Coordinadora Verde de Madrid con la que se intentaba conseguir la unidad de todos los movimientos verdes que había en la Comunidad de Madrid. En junio de 2011 se integró en Equo.

## Trayectoria
Lograron por primera vez representación en 1991, en el municipio de Rivas-Vaciamadrid con Esteban Cabal.
En las elecciones generales de 2000, Los Verdes-Grupo Verde y Los Verdes de Madrid se coligaron bajo la denominación de Los Verdes para concurrir juntos al Congreso y al Senado. 
Para las elecciones municipales y autonómicas de 2003 la coalición formalizada en 2001 como Los Verdes - Izquierda de Madrid, presentó como candidato a la presidencia de la comunidad autónoma de Madrid a Ángel Requena, alcalde de San Sebastián de los Reyes y como candidato a alcalde de Madrid al eurodiputado José María Mendiluce. La coalición se presentó también en más de 30 municipios de la región, logrando concejales en Valdemoro, Collado Mediano y Soto del Real.
Para las elecciones municipales y autonómicas de 2007 se consiguió que todos los partidos verdes con alguna actividad en la Comunidad de Madrid, se unieran y presentaran una candidatura unitaria encabezada por Juan Manuel Román. Los resultados fueron de 33.044 votos (1,13 % de los votos) y fueron la cuarta fuerza (la primera sin obtener representación).
En las elecciones municipales y autonómicas de 2011 de nuevo, se produjo una unión de casi todas las candidaturas verdes de la Comunidad de Madrid con el nombre de Ecolo-Verdes. En esta coalición no se integraron ni el Partido Antitaurino Contra el Maltrato Animal (PACMA) (en solitario), ni Los Verdes-Grupo Verde y Gira Madrid-Los Verdes (ambos en coalición con Izquierda Unida).
El 4 de junio de 2011, la víspera del Día Mundial del Medio Ambiente, tuvo lugar un encuentro organizado por Equo en el que Los Verdes de Madrid participó junto a otras más de 30 organizaciones políticas verdes y progresistas de toda España con el objetivo de confluir para la puesta en marcha de un proyecto político estatal que concurra a las siguientes elecciones generales.